# Marcel Renault
Marcel Renault (Parigi, 14 maggio 1872 – Payré, 26 maggio 1903) è stato un pilota automobilistico e imprenditore francese, co-fondatore insieme ai fratelli Louis e Fernand dell'industria di automobili Renault.

## Biografia

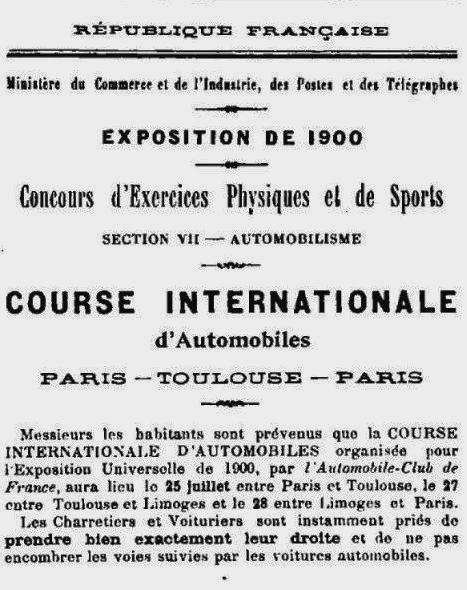
Atto ufficiale Paris-Toulouse-Paris 1900

Nato nel sobborgo parigino di Billancourt, figlio di Alfred Renault che ha costruito una solida fortuna nel commercio di tessuti e bottoni e di Louise, figlia di ricchi mercanti, ebbe altri due fratelli e due sorelle. Iniziò lavorando per la compagnia tessile di suo padre che lasciò per fondare insieme ai fratelli, il 25 febbraio 1899, la compania Sociétés Renault Frères. Lui e Louis parteciparono come piloti alle corse automobilistiche con le auto che costruirono, già a partire dall'anno dopo. 
Alla guida di macchine con motore De Dion e telaio Renault, prese parte insieme al fratello Louis alla gara Parigi-Trouville del 1899, gara vinta da Henri Robert Debray (noto come Antony) su Mors in 2 ore 58 minuti e 30 secondi.
Nel 1900 partecipò alle Olimpiadi estive come pilota automobilistico. Insieme al fratello Louis, a Schrader e Grus fu uno dei 55 partecipanti (21 di loro conclusero la gara) della corsa Paris-Toulouse-Paris organizzata dall'Automobile Club de France. Nel 1902 vinse la gara automobilistica Parigi-Vienna nella categoria leggera con una nuova vettura Renault da 16h a quattro cilindri, percorrendo la distanza di 1140 chilometri in 29 ore e 30 minuti.

## Incidente e morte

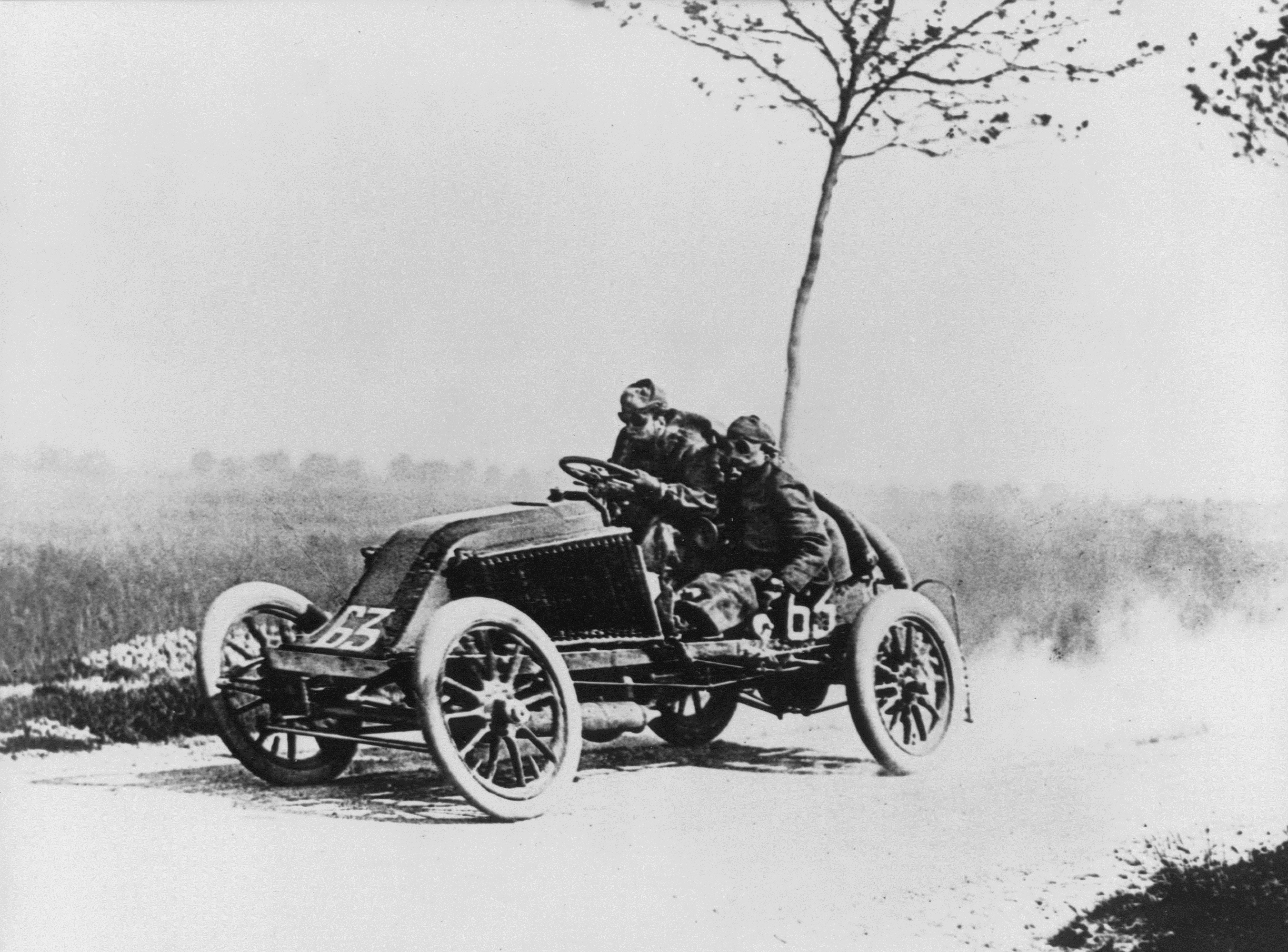
Marcel Renault nel 1903

Morì a Payré il 26 maggio del 1903, all'età di 31 anni, per gravi lesioni subite nell'incidente durante la "corsa della morte", come venne chiamata la Parigi-Madrid. Incidente che causò altre sei vittime, tra piloti e spettatori e il ferimento di circa 15 persone, portando gli organizzatori nazionali a sospendere la gara a Bordeaux e segnando la fine delle gare da città a città. Le auto vennero caricate sui treni e rispedite indietro, con grande disappunto del re di Spagna Alfonso XIII che, appassionato di motori, aveva già predisposto a Madrid una fastuosa accoglienza.
Sulla Route nationale 10 (RN10), un monumento segna la posizione dell'incidente. Dopo la sua morte, Louis abbandonò le corse. La Renault fece realizzare una statua in sua memoria, che andò distrutta in seguito agli attacchi tedeschi durante la seconda guerra mondiale.
È sepolto nel cimitero di Passy, nel quartiere de la Muette nel 16º arrondissement.